# Helmut Geiger (Fußballspieler)
Helmut Geiger (* 22. Oktober 1934; † 27. Oktober 2006) war ein deutscher Fußballspieler.

## Sportlicher Werdegang
Geiger entstammt der Jugend von Eintracht Frankfurt. Während der Spielzeit 1954/55 rückte der Stürmer in den Kader der in der erstklassigen Oberliga Süd antretenden Wettkampfmannschaft auf. Im ersten Jahr unter Trainer Kurt Windmann weitgehend noch Ergänzungsspieler, verdrängte er in der folgenden Spielzeit den gleichaltrigen Hermann Höfer und etablierte sich in der Folge an der Seite von insbesondere Erich Bäumler, Richard Kreß, Alfred Pfaff und Hans Weilbächer in der Sturmreihe der Eintracht. In der Spielzeit 1956/57 erzielte er unter Neutrainer Adolf Patek in 22 Saisonspielen 13 Tore – seine persönlich beste Saisonbilanz. Während der Klub in der Meisterschaft zwar regelmäßig im vorderen Tabellenbereich landete, verpasste er zu Geigers Spielzeiten regelmäßig die Endrunde um die Deutsche Meisterschaft. Dennoch konnte er einen Titel feiern: Im Flutlichtpokal erreichte er mit der Mannschaft die Finalspiele gegen den FC Schalke 04. Beim 3:3-Remis auf Gelsenkirchen wurde er für Dieter Lindner eingewechselt, im Wiederholungsspiel blieb er ohne Einsatz. Nachdem dieses 0:0 geendet hatte, entschied das Eckverhältnis von 8 Eckstößen für die Eintracht und 6 Eckstößen auf Seiten der Königsblauen zugunsten der Hessen.
Im Sommer 1958 wechselte Geiger nach 32 Toren in 80 Ligaspielen für die Adler innerhalb der Oberliga Süd zum Lokalrivalen FSV Frankfurt. Mit dem Klub kämpfte er in den folgenden Jahren regelmäßig gegen den Abstieg in die II. Division. Am Ende der Spielzeit 1961/62 belegte die Mannschaft gemeinsam mit dem SV Waldhof Mannheim einen Abstiegsplatz. Für den FSV hatte er bis dato in 97 Erstligaspielen 19 Tore erzielt. Kurzzeitig lief er für den Klub noch in der Zweitklassigkeit auf, ehe er 1963 seine Karriere als Sportinvalide beenden musste.